# St. Joseph (Hattingen)

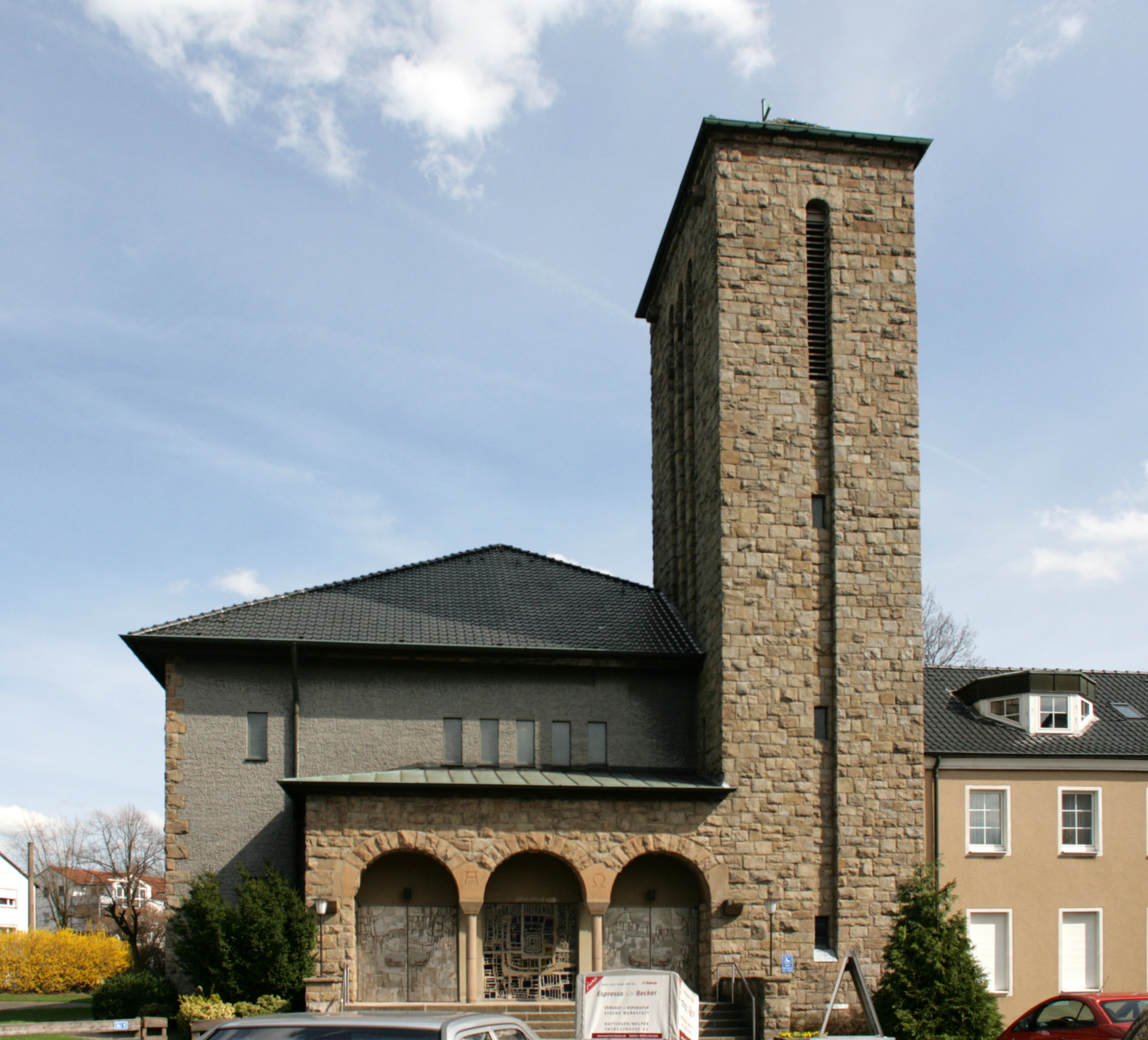
St.-Joseph-Kirche mit Pfarrhaus (rechts) in Welper

Die Kirche St. Joseph ist eine römisch-katholische Kirche im Ortsteil Welper in Hattingen.
Sie wurde nach Plänen der Architekten Metzendorf und Schneider 1929 erbaut. Von ihnen stammten auch die Reformsiedlung Gartenstadt Hüttenau in Welper und die Siedlung Margarethenhöhe in Essen. 
1970 erfolgte eine Sanierung durch die Münsteraner Architekten Kösters und Balke. Das erforderte auch eine Neuordnung im Innern. Der Vorschlag, mit Hilfe des Werkes Henrichshütte ein Bekenntnis zur Arbeitswelt im Revier und speziell im Ortsteil Welper der Stadt Hattingen zu formen, fand breite Zustimmung auch beim Bistum Essen. Die Inneneinrichtung der Kirche ist ein einmaliges Bekenntnis zur Arbeitswelt Stahl: Brammen bilden den Altar, auch Taufbecken, Tabernakel und Kreuzwegbilder wurden nach Entwürfen des Hattinger Künstlers Egon Stratmann in der Lehrwerkstatt der Henrichshütte aus Stahl und Edelstahl gefertigt. Die Werksleitung der Henrichshütte förderte und unterstützte die Arbeiten zur Einrichtung der Kirche. Am autofreien Sonntag, 2. Dezember 1973, erfolgte die Altarweihe durch den Bischof von Essen und späteren Kardinal Franz Hengsbach.
Die Josephskirche gehört seit den Umstrukturierungen im Ruhrbistum 2006 bis 2008 zur Pfarrei St. Peter und Paul in Hattingen und bildet innerhalb dieser die Hauptkirche des Pfarrbezirks St. Joseph, zu dem außer Welper auch die Filialgemeinde St. Johannes Baptist in Blankenstein zählt.